# Henri Navarre
Henri Eugène Navarre (Villefranche-de-Rouergue, 31 juli 1898 - Parijs, 26 september 1983) was een Frans militair die gevochten had in de Eerste en Tweede Wereldoorlog en commandant was van het Franse Verre Oosterse Expeditieleger gedurende de Eerste Indochinese Oorlog.

## Eerste Wereldoorlog
In 1916 ging hij naar de militaire school van Saint-Cyr en werd in 1917 naar het front gestuurd bij het 2e huzarenregiment.

## Tussen de twee wereldoorlogen
Van 1919 tot 1921 nam hij deel aan de Syrië-campagne bij een spahis-regiment. In 1922 werd hij overgeplaatst naar Duitsland in een regiment van de Jagers te paard. In 1927 ging hij verder studeren aan de école Superieur de Guerre. Hij nam deel aan de pacificatie van het Atlasgebergte en van Zuid-Marokko tussen 1930 en 1934. Van 1934 tot 1936 was hij kapitein bij het 11e régiment de cuirassiers. Vervolgens nam hij dienst bij de militaire inlichtingendienst, waar hij van 1938 tot 1940 de afdeling Duitsland leidde.

## Tweede Wereldoorlog
Na de Franse capitulatie zette hij zijn activiteiten voort in het leger van Vichy-Frankrijk en werd bevorderd tot chef van het 2e bureau van Generaal Weygand. Hij werd in Algiers belast met militaire inlichtingen en contra-spionage. Door zijn anti-Duitse houding moest hij in 1942 onderduiken en werd hij chef van de inlichtingendienst O.R.A. Hij nam vervolgens deel aan de bevrijding van Frankrijk als commandant van een pantserregiment in het 1e leger. In 1945 werd hij bevorderd tot brigadegeneraal.

## Indochina
In mei 1953 verving hij Raoul Salan als hoofd van de Franse troepen in Indochina. Navarre kreeg de opdracht de oorlog eerbaar te beëindigen en veranderde de Franse strategie van defensieve naar offensieve operaties. Hij creëerde een mobiele aanvalsgroep en stuurde daarvan een groot deel naar Điện Biên Phủ waar ze een belangrijk Viet Minh-transportknooppunt moest innemen en beveiligen met de bedoeling de opstandelingen te lokken en uit te schakelen Er van uitgaande dat het Franse leger de beste artillerie en totaal luchtoverwicht hadden. De organisatie van de Viet Minh werd echter onderschat waardoor die de plaats kon omsingelen en onderwerpen aan zwaar artillerievuur met uiteindelijk de overgave en feitelijk het einde van de Eerste Indochinese Oorlog.

## Na Indochina
Navarre ging met pensioen in 1956 en schreef in hetzelfde jaar het boek 'Agonie de L'Indochine waarin hij de schuld voor de nederlaag in Indochina legde bij het Franse politieke systeem, de intellectuelen, politici, journalisten en communisten. In het boek waarschuwde hij ook voor een mogelijke militaire staatsgreep om de Vierde Republiek te vervangen. Hij stierf in Parijs in 1983.

## Onderscheidingen
- Legioen van Eer
  - Commandeur
- Croix de guerre 1914–1918
- Croix de guerre 1939–1945
- Verzetsmedaille
- Distinguished Service Cross